# Košarkaški klub Dynamic Beograd
Il Košarkaški klub Dynamic Beograd è una società cestistica avente sede nella città di Belgrado, in Serbia. Fondata nel 2015, disputa il campionato serbo.